# Adolf Jansen
Adolf Jansen (* 14. Juni 1888 im Deutschen Reich; † nach 1959) war ein deutscher Tontechniker beim Film.

## Leben und Wirken
Über Jansens Herkunft und Ausbildung ist derzeit nichts bekannt. Er war unter der Führung des Pioniers Guido Bagier seit der Geburtsstunde des deutschen Tonfilms zum Jahreswechsel 1928/29 in der Zelluloidbranche aktiv, beginnend mit Walter Ruttmanns experimenteller Inszenierung Melodie der Welt. In dem folgenden Vierteljahrhundert betreute Jansen tontechnisch eine Fülle von Unterhaltungsproduktionen, darunter zu Beginn seiner Karriere auch G. W. Pabsts Verfilmung der Brecht/Weill-Oper Die Dreigroschenoper und das völkerverbindende, deutsch-französische Zeitdrama Kameradschaft sowie die beiden letzten Inszenierungen Fritz Langs vor der Machtergreifung M und Das Testament des Dr. Mabuse.
Im Dritten Reich sorgte Jansen auch bei einer Reihe von staatstragenden Großproduktionen für den guten Ton, darunter Hans Steinhoffs Tanz auf dem Vulkan, der antibritische Propagandafilm Der Fuchs von Glenarvon, Herbert Maischs Dichterportrait Friedrich Schiller – Der Triumph eines Genies sowie mit Herbert Selpins und Werner Klinglers Titanic-Film eine weitere antibritische Produktion. Jansens Regimetreue bis 1945 schien für die soeben gegründete ostdeutsche Staatsfirma DEFA kein Hinderungsgrund, den erfahrenen Tontechniker zu verpflichten. Bis Mitte der 1950er Jahre arbeitete Adolf Jansen an zum Teil streng prokommunistischen Propagandafilmen, mit Das Beil von Wandsbek war er auch an einem künstlerisch überdurchschnittlichen Film beteiligt.
Jansens letzter bekannter Wohnort befand sich in Bernau (DDR) bei Berlin.

## Filmografie
- 1929: Melodie der Welt
- 1929: Dich hab’ ich geliebt
- 1929: Das Land ohne Frauen
- 1929: Der Günstling von Schönbrunn
- 1930: Namensheirat
- 1930: Die Dreigroschenoper
- 1931: M
- 1931: Kameradschaft
- 1932: Unter falscher Flagge
- 1932: Zigeuner der Nacht
- 1932: Tannenberg
- 1933: Das Testament des Dr. Mabuse
- 1933: Reifende Jugend
- 1933: Ein Unsichtbarer geht durch die Stadt
- 1933: Schwarzwaldmädel
- 1933: Mutter und Kind
- 1933: Konjunkturritter
- 1934: Hanneles Himmelfahrt
- 1934: Der schwarze Walfisch
- 1934: Ein Mädchen mit Prokura
- 1934: Die Liebe siegt
- 1934: Der alte und der junge König
- 1935: Die blonde Carmen
- 1935: Krach im Hinterhaus
- 1935: August der Starke
- 1936: Der Kaiser von Kalifornien
- 1936: 90 Minuten Aufenthalt
- 1936: Intermezzo
- 1937: Sein bester Freund
- 1937: Alarm in Peking
- 1937: Mit versiegelter Order
- 1938: Der Maulkorb
- 1938: Skandal um den Hahn
- 1938: Der Barbier von Sevilla
- 1938: Tanz auf dem Vulkan
- 1939: Schneider Wibbel
- 1939: Wir tanzen um die Welt
- 1940: Aus erster Ehe
- 1940: Der Fuchs von Glenarvon
- 1940: Friedrich Schiller – Der Triumph eines Genies
- 1941: Krach im Vorderhaus
- 1941: Der Meineidbauer
- 1942: Titanic
- 1943: Leichtes Blut
- 1943: Um 9 kommt Harald
- 1944: Der Mann, dem man den Namen stahl
- 1944: Meine Herren Söhne
- 1946: Freies Land
- 1946: Razzia
- 1948: Träum’ nicht, Annette!
- 1948: … und wenn’s nur einer wär’ …
- 1949: Der Auftrag Höglers
- 1950: Semmelweis – Retter der Mütter
- 1950: Familie Benthin
- 1951: Das Beil von Wandsbek
- 1951: Roman einer jungen Ehe
- 1952: Sein großer Sieg
- 1952: Jacke wie Hose
- 1953: Gefährliche Fracht
- 1954: Stärker als die Nacht
- 1956: Besondere Kennzeichen: keine